# Атлантія

Атлантія бл. 2 млрд років тому. Сірим кольором позначені архейські кратони.

Атлантія або Атлантика (грец. Ατλαντικα — Атлантика) — древній материк, який виник у протерозойську еру приблизно 2 млрд років тому з різних кратонів на місці сучасної Західної Африки та східної Південної Америки. Своє ім'я континент отримав через те, що нині на цьому місці знаходиться південна частина Атлантичного океану.

## Історія континенту

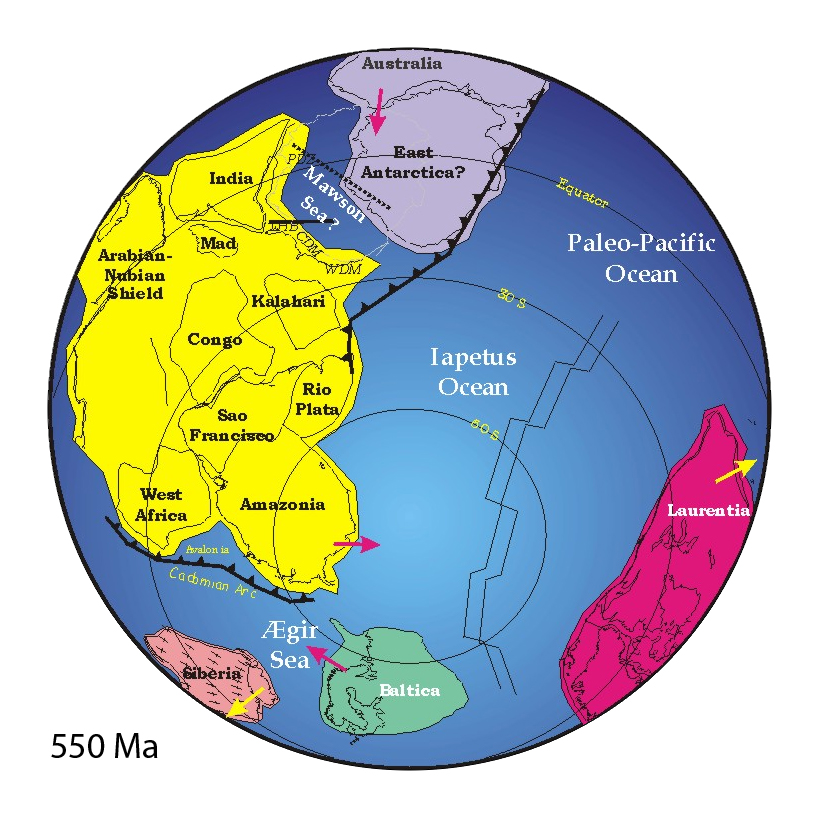
Реконструкція поверхні Землі 550 млн років тому. Кратони Атлантики формують Західну Гондвану.

Згідно з сучасними уявленнями, Атлантія сформувалася одночасно з Неною приблизно 1,9 млрд років тому з архейських кратонів, включаючи Амазонію (на місці сучасної Південної Америки), а також кратону Конго, західно- та північноафриканських кратонів (на місці сучасної Африки).
Атлантія відокремилася від Нени в період між 1,6-1,4 млрд років тому, коли розпався суперконтинент Нуна (складався з континентів Ур, Нена та Атлантія). Разом з Нуною, Уром та декількома меншими плитами, Атлантія сформувала суперконтинент Родінія приблизно 1 млрд років тому. Внаслідок розпаду Родінії між 1 млрд та 500 млн років тому сформувалися три нові континенти: Лавразія, Східна та Західна Гондвани, Атлантія стала ядром останньої. Впродовж неопротерозою утворилася бразильсько-панафриканська орогенна система, центральна частина якої, ороген Арасуаї-Західне Конго, залишив по собі виразні деформації, що досі присутні на обох сторонах Атланики.